# Языки юки-ваппо

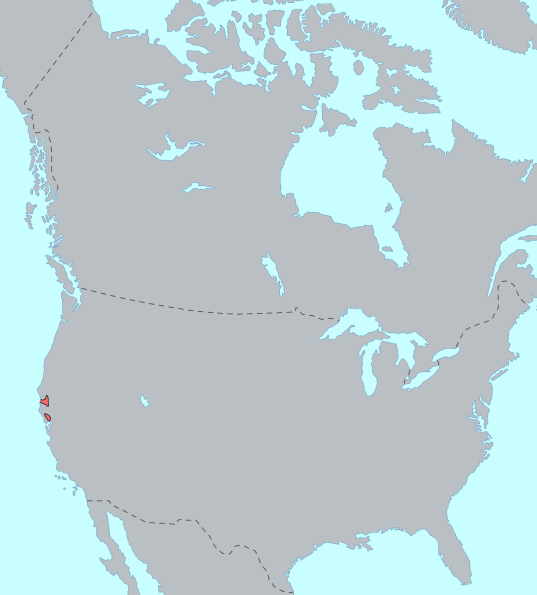
Распространение юкийских языков до контакта с европейцами

Языки юки-ваппо (юкийские языки) — исчезнувшая семья языков, занимавших небольшую территорию на западе Калифорнии. Состояла только из 2 языков.

## Состав
Семья состоит из 2 языков:
1. Юки
2. Ваппо
Семья юки-ваппо, предположительно, является изолированной и не связанной с другими языками. Язык юки состоит из 3 диалектов: собственно юки, прибрежный юки и хучном. Язык ваппо состоял из 5 диалектов: 4 были распространены в Напа-Вэлли (долина Напа), и ещё один диалект в анклаве у озера Клир-Лейк.
Ваппо и юки сильно отличаются грамматически и лексически (Goddard 1996: 83), из-за чего многие сомневались в их родстве. Кроме того, народы ваппо и юки сильно отличаются друг от друга в культурном плане и даже внешне (Goddard 1996: 83). Языки юки-ваппо представляются одним из наиболее ранних языковых слоёв в Калифорнии, даже более ранним, чем гипотетические хоканские языки (Goddard 1996: 84). Язык юки ассоциируется с археологическим комплексом Мендосино около озера Клир-Лейк (3000 до н. э.), тогда как Ваппо в долине Напа связывают с августинской культурой (en:Augustine Pattern).
По-видимому, семья распалась около 2000—1000 до н. э. в результате миграции помоанских народов.
Позднее ваппо мигрировали в Долину Александрв в 19 в. в результате войны с южными помо.

## Генетические связи
В родстве между языками юки и ваппо усомнился Джесси Сойер (Jesse Sawyer), считающий, что сходство можно было объяснить заимствованиями и общими ареальными особенностями языков. С другой стороны, Уильям Элмендорф (William Elmendorf) представил достаточно убедительные доказательства в пользу родства. Марианна Митун (1999) считает, что вопрос о родстве всё ещё открыт.
В свою очередь, семья юки-ваппо включалась в ряд гипотетических макросемей:
- пенутийские языки
- хоканские языки
- языки сиу
- «хокогские языки» М. Сводеша (включали хоканские, мускогские и ряд других языков Залива.

До настоящего времени ни одна из этих гипотез не стала общепринятым мнением.